# 葵花大蓟
葵花大蓟（学名：Cirsium souliei）为菊科蓟属的植物，为中国的特有植物。分布于中国大陆的甘肃、四川、西藏、青海等地，生长于海拔1,930米至4,800米的地区，常生长在河滩地、田间、林缘、山坡路旁、荒地及水旁潮湿地，目前尚未由人工引种栽培。

## 别名
聚头蓟（中国高等植物图鉴）